# Càmping
|  | Per a altres significats, vegeu «acampada». |

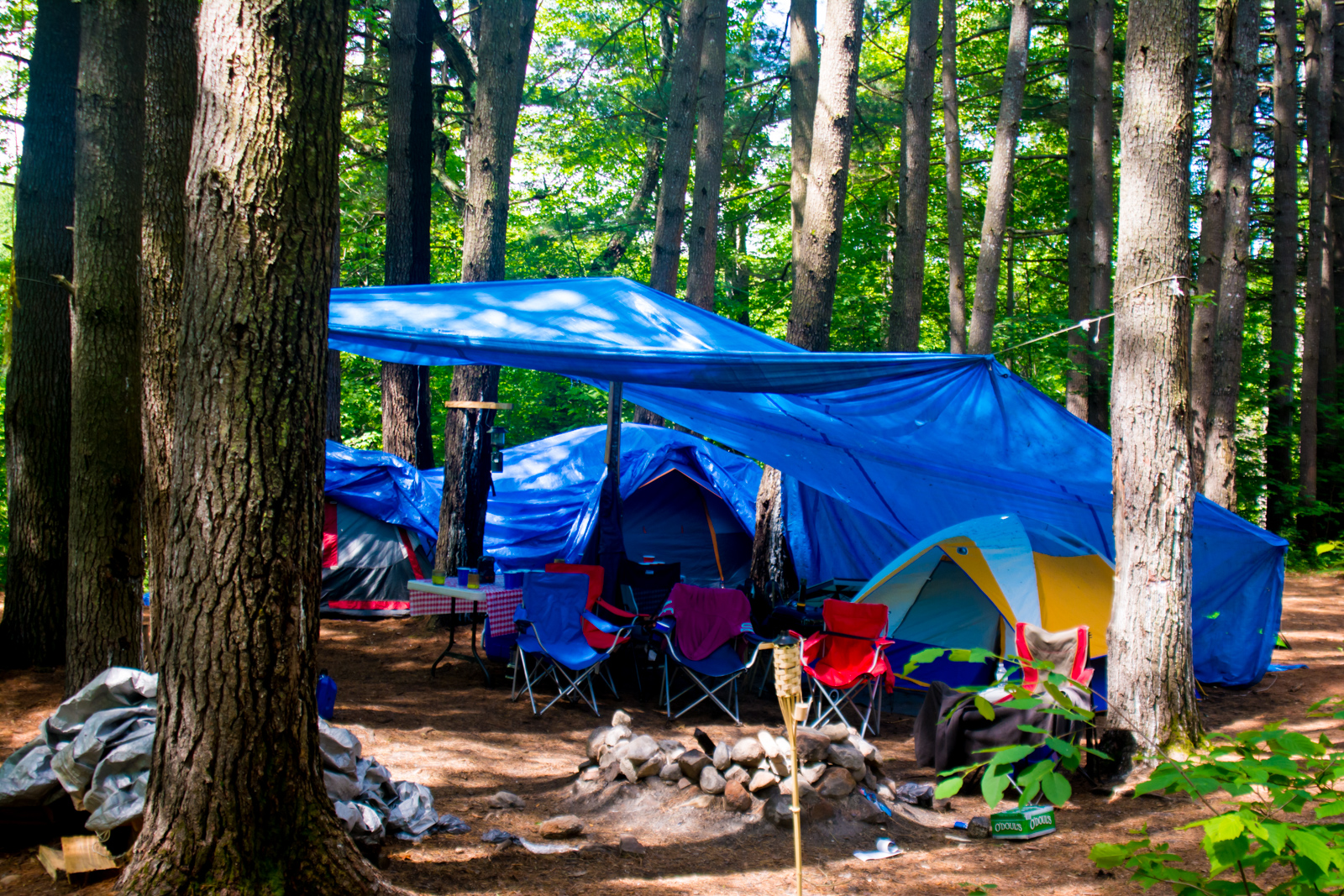
Un campament al bosc

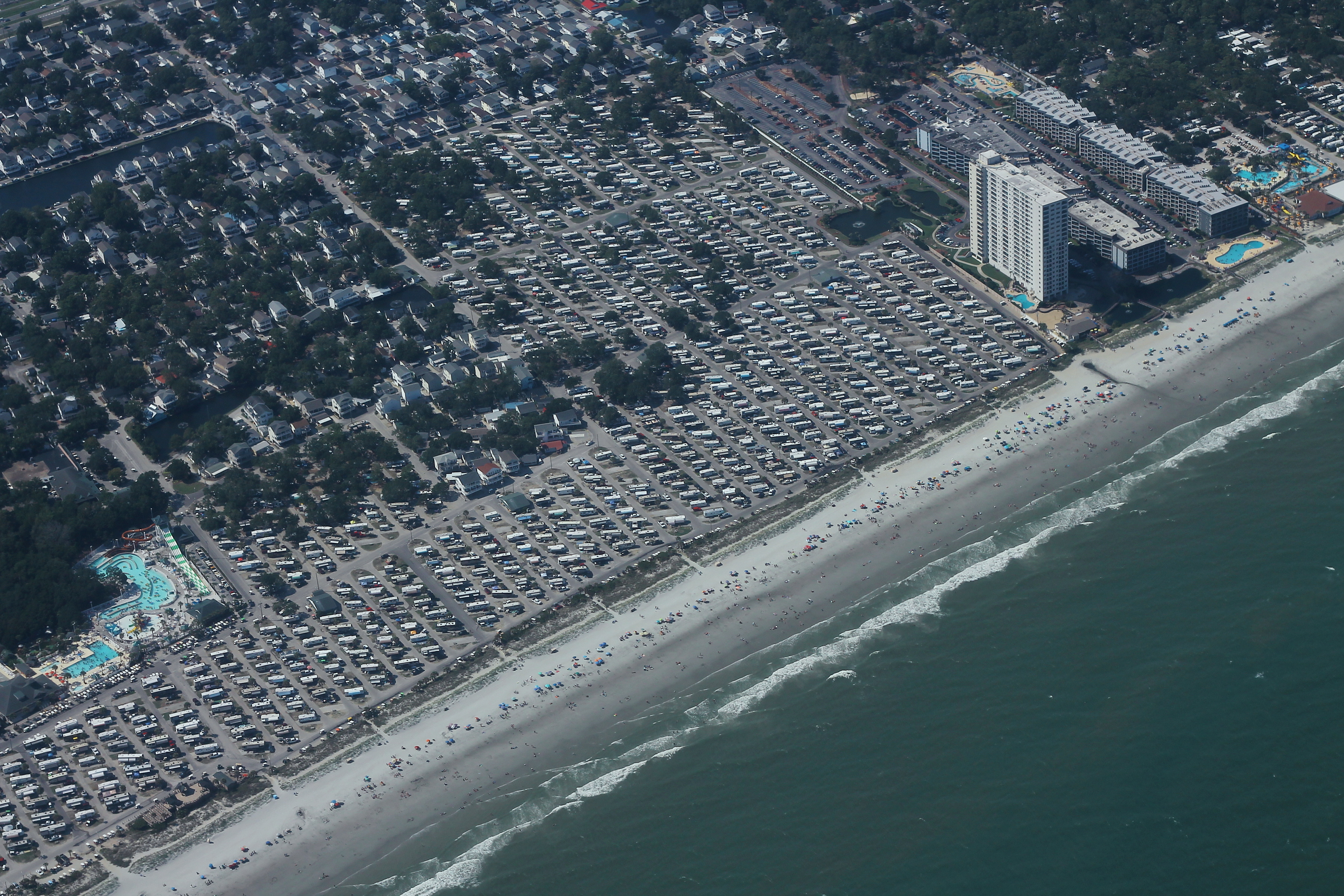
Un gran càmping per a caravanes a Myrtle Beach (Carolina del Sud, Estats Units)

Un campament, càmping, o lloc d'acampada és una ubicació usada per a acampar (per a pernoctar en una zona a l'aire lliure). L'ús difereix entre l'anglès britànic i l'anglès americà. En anglès britànic, un camp site és una zona, generalment dividida en diverses parcel·les (camping pitches), on la gent pot acampar durant la nit fent servir tendes, càmpers o caravanes. Als EUA l'expressió que es fa servir és "campground " i no "campsite" . En anglès americà, el terme "campsite" generalment significa una zona on un individu, una família, un grup o una unitat militar pot plantar una tenda o aparcar-hi una caravana; un campground pot contenir moltes parcel·les. En aquest sentit hi ha dues menes de càmpings: un, una zona designada amb diverses instal·lacions accessòries; o dos, una zona improvisada (com la que algú podria decidir aturar-se mentre es fa muntanyisme o senderisme, o simplement a tocar d'u camí a en un espai natural).

## Càmpings

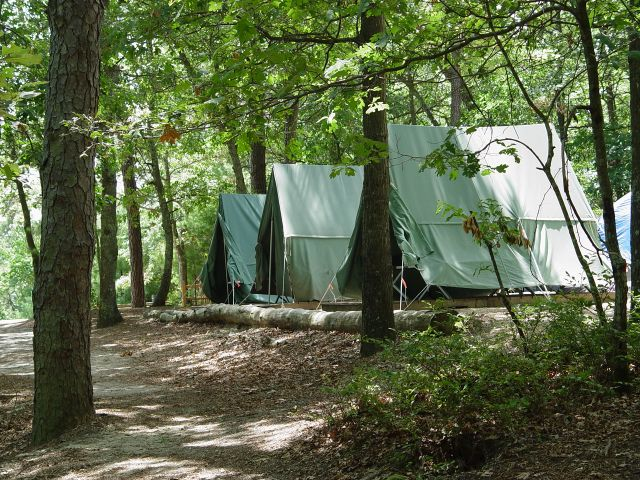
Tendes semipermanents sobre plataformes de fusta en un campament d'escoltes

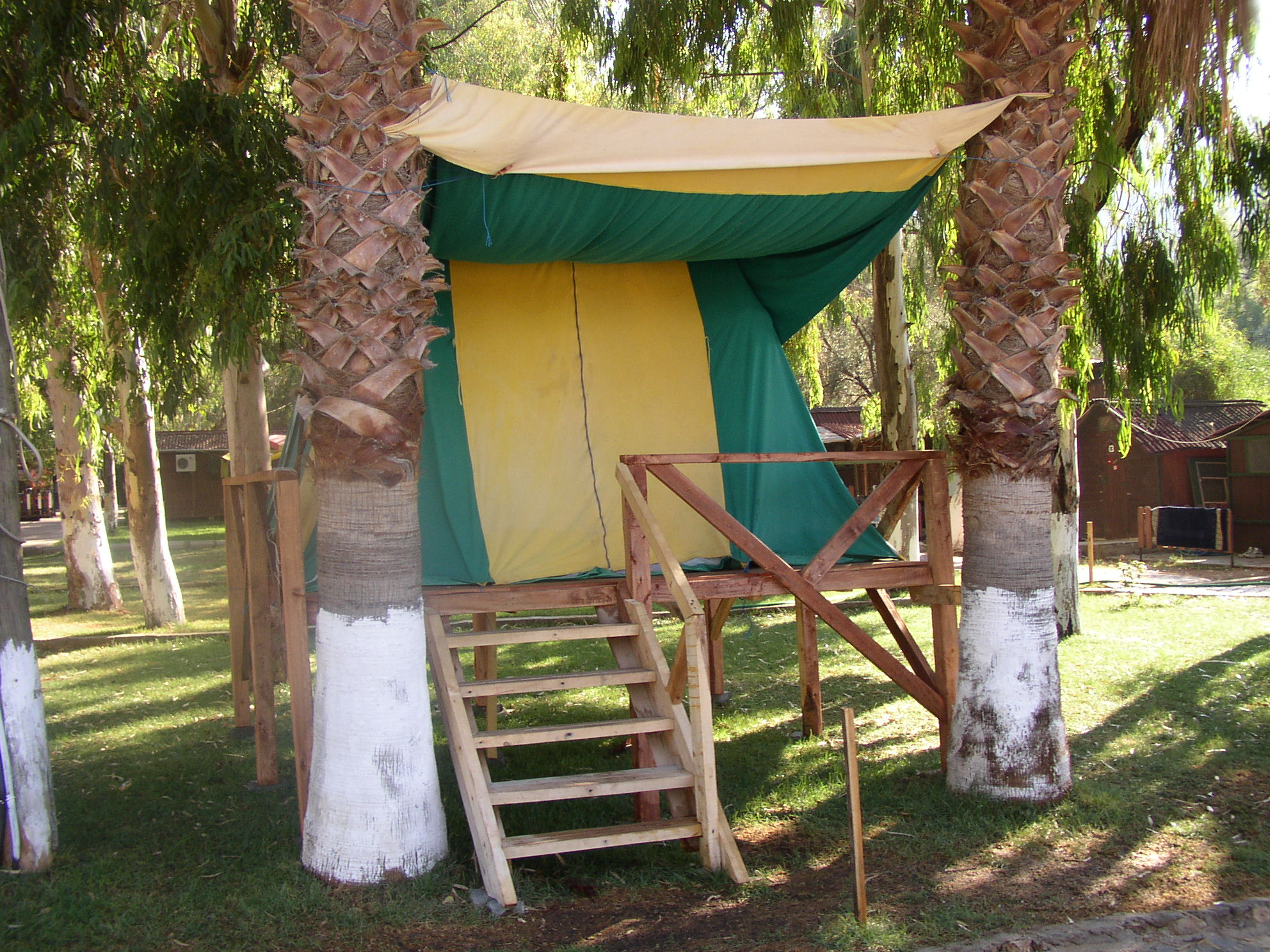
Un càmping a la platja d'Ölüdeniz

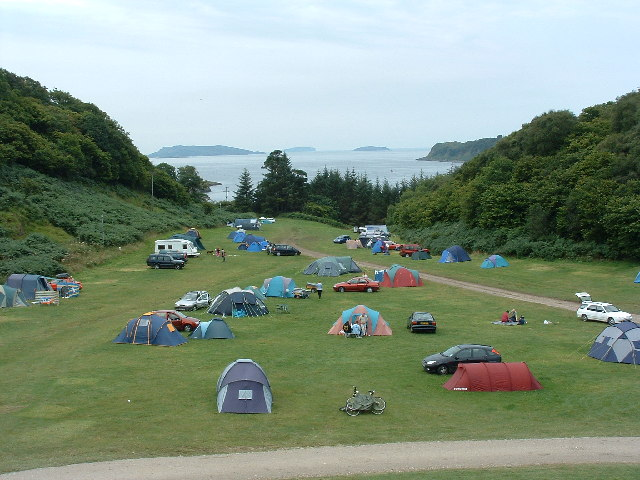
Zona d'acampada sense urbanitzar

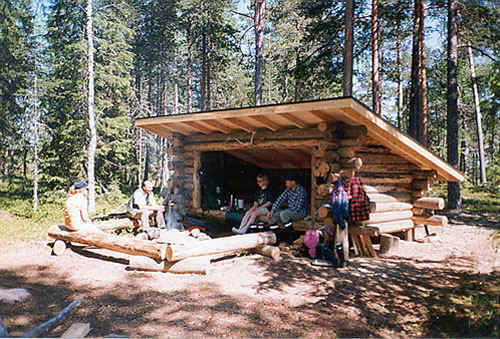
Un campament cobert a Finlàndia

El terme «camp» prové de la paraula llatina campus, que significa «camp». Per tant, un càmping normalment consisteix en zones obertes on un campista pot plantar una tenda o aparcar una caravana. Més concretament, un càmping és una zona designada reservada per a acampar, que sovint requereix una tarifa d'ús. Els càmpings solen tenir algunes millores (però de vegades cap).
Els càmpings solen tenir alguns serveis. Entre els serveis habitualment sol haver-hi, enumerats en ordre, aproximat, des més a menys freqüent:
- Llars de foc o barbacoes per fer fogueres (pot ser un cercle de pedres a terra, un tancament metàl·lic, una reixa metàl·lica, un punt de formigó o fins i tot un simple clot a terra).
- Accés per carretera per a vehicles
- Una plataforma de grava o formigó on aparcar un vehicle
- Taules de pícnic
- Espais marcats que indiquen un límit per a un campista o un grup de campistes
- Reserves per garantir que hi haurà espai disponible per acampar
- Connexions de serveis públics, com ara electricitat, aigua i clavegueram, principalment per a l'ús de caravanes, vehicles recreatius o semblants.
- Plataformes elevades per muntar tendes de campanya
- Aigua potable

Els càmpings també poden tenir altres serveis:
- Latrines de fossa (exteriors)
- Vàters i dutxes
- Piques i miralls als banys
- Una petita botiga de conveniència
- Dutxes (amb o sense aigua calenta)
- Llenya gratuïta o en venda per cuinar o per fer fogueres
- Cubells d'escombraries o contenidors grans per llençar les escombraries

Acampar fora d'un càmping pot estar prohibit per les legislacions locals. Es creu que és una molèstia, perjudicial per al medi ambient i sovint s'associa amb la vagabunderia. Tanmateix, alguns països tenen lleis i/o regulacions específiques que permeten acampar en terrenys públics. Als Estats Units molts parcs nacionals i estatals tenen zones d'acampada i de vegades també permeten als visitants acampades improvisades a l'interior del país. Els boscos nacionals dels EUA sovint tenen càmpings establerts, però generalment permeten acampar a qualsevol lloc, llevat a certa distància de fonts d'aigua o zones urbanitzades. També es pot prohibir acampar en certes "zones especials" de boscos nacionals que contenen formes de relleu o vegetació inusuals. I si les condicions ambientals permeten les fogueres, cal un permís per a encendre fogueres fora dels càmpings urbanitzats.
A la Gran Bretanya aquesta mena d'acampada lliure sovint s'anomena wild camping i tipificat com a il·legal. Tanmateix a Escòcia l'acampada lliure és legal a gran part d'Escòcia.

### Aparcaments per a autocaravanes/parcs de caravanes

Un símbol utilitzat per indicar la disponibilitat de càmping amb caravana o autocaravana

Tant els càmpings comercials com els governamentals solen cobrar una tarifa nominal per a tenir dret d'acampar-hi, per cobrir les despeses i, en el cas d'un càmping independent, també per a obtenir beneficis. Tanmateix hi ha alguns a Amèrica del Nord que no cobren cap tarifa d'ús i depenen de fonts com ara donacions i dòlars dels impostos. Passar la nit a l'aparcament d'un gran magatzem també és habitual (anomenat "boondocking"), i alguns minoristes accepten autocaravanes als seus aparcaments.

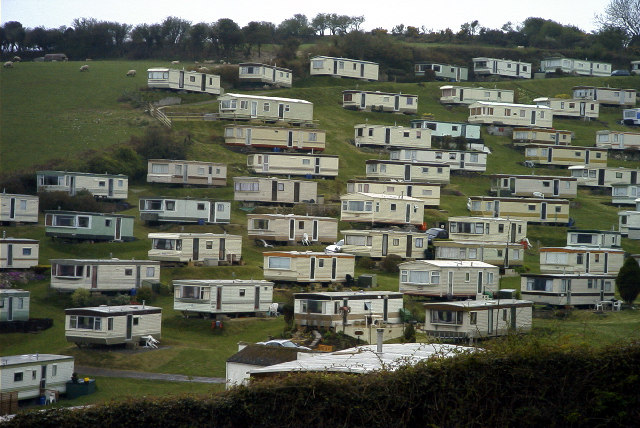
Un parc de caravanes a Beer, al sud de Devon, Anglaterra

### Tipus d'allotjament en parcs de vacances al Regne Unit
Les cases de vacances es poden llogar de forma puntual o comprar-les: les caravanes es poden comprar des d'uns 30.000 £, mentre que les cases rurals i els allotjaments poden costar entre 100.000 i 500.000 £.
Un cop comprades, les cases de vacances tenen diverses despeses recurrents, com ara assegurances, taxes d'emplaçament, taxes municipals, serveis públics, hivernació i depreciació. Depenent de la casa de vacances i del parc, aquests costos poden oscil·lar entre 1.000 i 40.000 lliures anuals.

## Canadà

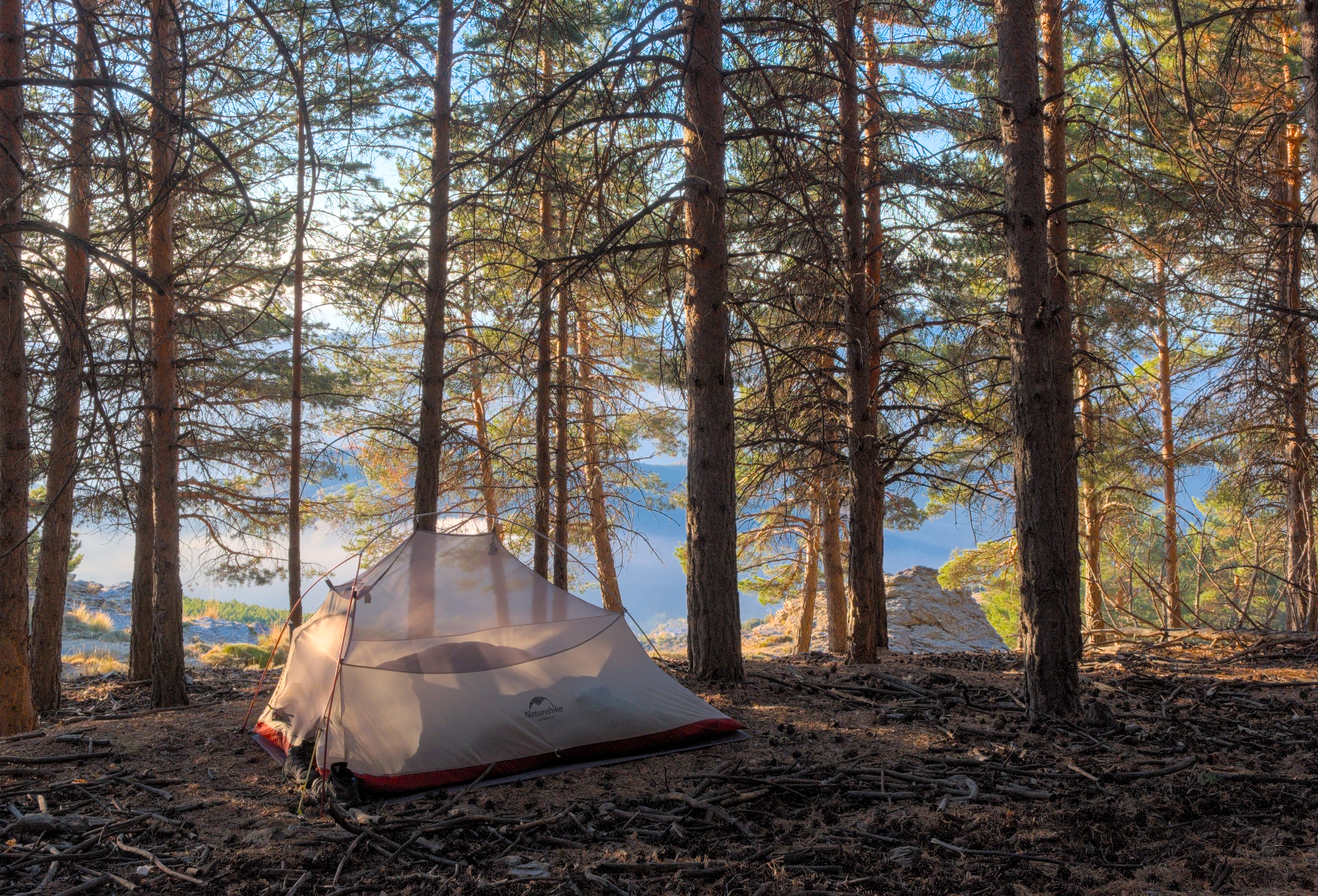
Càmping a l'interior del Parc Nacional de Sierra Nevada

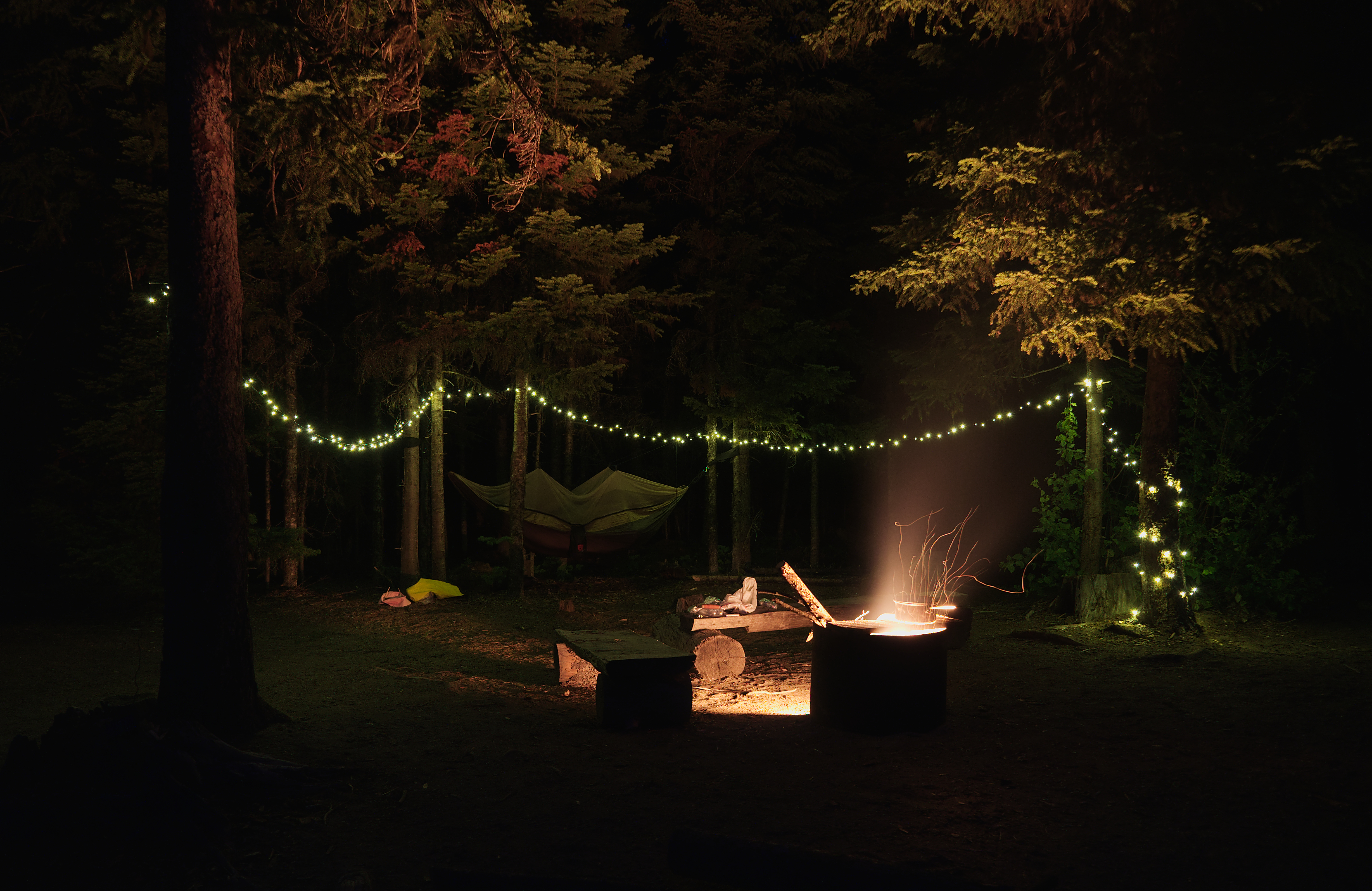
Càmping amb hamaques a la nit al parc provincial Bowron Lake, Colúmbia Britànica

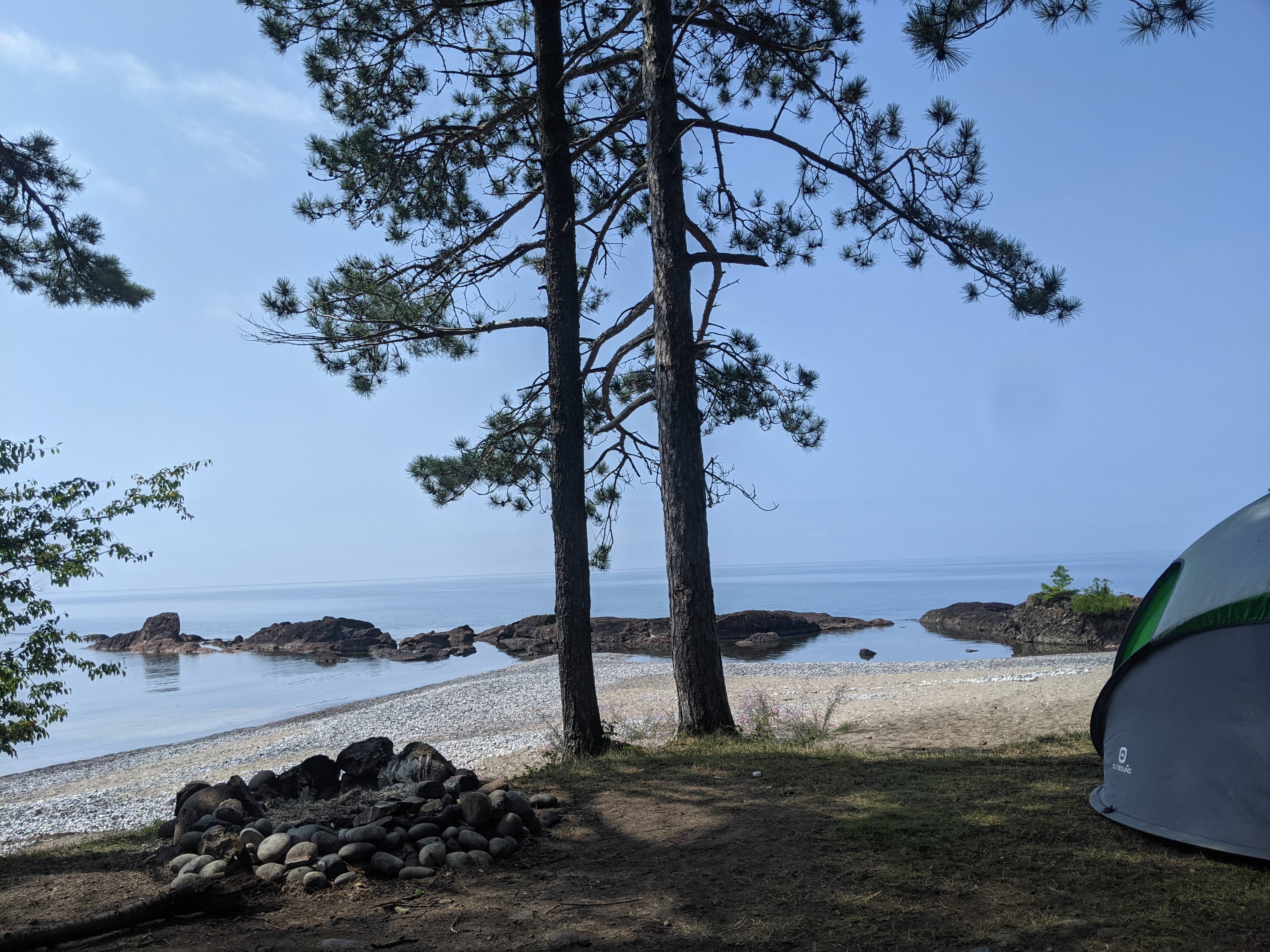
Càmping a Sawpit Bay

Al Canadà s'entén per crownland camping o rough camping. Els ciutadans canadencs i les persones que han viscut al Canadà durant almenys set mesos en els darrers 12 mesos poden acampar gratuïtament fins a 21 dies en qualsevol lloc durant un any natural. Això garanteix que hi hagi places disponibles per a altres persones i ajuda a reduir els impactes ambientals. Crownland Atlas proporciona designacions d'ús i un directori web o blocs que afegeixen detalls sobre llocs concrets.

## Estats Units
Els campament foren anteriors a l'automòbil. Quan el president Theodore Roosevelt s'adreçà al Congrés el 1901, demanà la creació de càmpings gratuïts en terrenys federals. Ja s'havien establert quatre parcs nacionals (Yellowstone, Sequoia, Yosemite i Mount Rainier) i, quan el Congrés establí formalment el Servei de Parcs Nacionals el 1916, els Estats Units ja havien creat una dotzena de parcs nacionals.
Tot i que als destins turístics hi havia un grapat de càmpings, tant públics com privats, el 1936 encara resultava difícil trobar llocs on aturar-se al llarg de la carretera de camí a aquests parcs. En canvi, era habitual que els automobilistes prenguessin carretera i manta, i acampessin en propietats privades. Aquesta pràctica no només reforçava la imatge negativa i nòmada dels viatgers d'autocaravana, sinó que també perjudicava l'expansió del mercat de remolcs. La Trailer Coach Manufacturers Association (Associació de Fabricants de Remolcs i Autocars) començà a pressionar els estats per establir estàndards de sanejament i treballà amb els líders cívics i empresarials per tal d'establir més càmpings, emfatitzant els beneficis econòmics d'un càmping a la seva comunitat. Denver Civic Association escrigué que un càmping era tan essencial per a una ciutat com una estació de tren. Els esforços de la indústria del remolc van ser efectius. El nombre de càmpings al directori de càmpings de la revista Trailer Travel Magazine es va duplicar fins a 1.650 a finals de 1936 i prometia duplicar-se de nou a finals de 1937.
Els càmpings en si també anaren canviant amb el pas del temps. Martin Hogue escrivia: "Els primers campaments públics dels Estats Units no eren res més que grans clarianes, sense arbres, on concentrar grups de turistes". S'encarregà a un fitopatòleg, anomenat Emilio Meinecke, d'estudiar l'efecte del turisme motoritzat a les Redwoods el 1929. Les recomanacions de Meinicke apuntaven que, en comptes de permetre que els campistes aparquessin allà on els hi plagués en un parc, es podria minimitzar l'impacte del campista sobre el medi ambient mitjançant les carreteres del càmping formant un bucle unidireccional que conduís a rampes d'aparcament individuals al costat de cada campament. Tot i que més tard continuaria escrivint sobre l'efecte dels campistes sobre la natura, presentant un memoràndum al Servei Forestal Nacional el 1935 titulat "The Trailer Menace", havia establert el disseny bàsic dels càmpings que encara s'utilitzen avui dia.

## A la pantalla
Els càmpings i campaments han servit per a ambientar diversos films entre ells:
- The Long, Long Trailer (1951)
- Divendres 13 (1980)
- Dirty Dancing (1987)
- La ardilla roja (1993)